# TC-2
TC-2 – cel latający przeznaczony dla wojska, oznaczony od inicjałów głównego autora projektu inż. Tadeusza Chylińskiego.
W 1953 po zaktualizowaniu i sprecyzowaniu wymagań przez wojsko, na podstawie nowych założeń technicznych w Zakładzie Wytrzymałości Instytutu Lotnictwa inż. Tadeusz Chyliński i inż. Justyn Sandauer przystąpili do realizacji nowego projektu celu latającego opartego na zupełnie innej koncepcji niż TC-1. Miał to być bezzałogowy szybowiec-cel w układzie średniopłata o konstrukcji całkowicie drewnianej holowany za samolotem Lim-2 (MIG-15bis) z szybkością około 600 km/h, przeznaczony do treningowych strzelań w powietrzu lotnictwa myśliwskiego oraz artylerii przeciwlotniczej.
TC-2 miał skrzydła jednodźwigarowe z kesonem, pokryte sklejką i płótnem o powierzchni nośnej 12,24 m². Usterzenie ogonowe posiadało stały statecznik kierunku. Szybowiec miał startować ze specjalnego 4-kołowego wózka po osiągnięciu prędkości około 150 km/h. W momencie odejścia szybowca od wózka uruchamiało się automatycznie hamowanie, które zapobiegało niekontrolowanemu toczeniu się wózka po pasie startowym. Aby zapewnić prawidłowy lot szybowca na holu i jego położenie względem holującego samolotu w zakresie prędkości od 150 do 600 km/h, zastosowano automatyczne przestawianie statecznika wysokości.
Sterowanie miało odbywać się przy pomocy membrany poddanej działaniu ciśnienia dynamicznego przekazywanego od sondy, umieszczonej na końcu statecznika pionowego. Ruchy membrany przenoszone były na krzywkę, która powodowała przestawianie statecznika wysokości odpowiednio do prędkości lotu. W odległości 2,5 km od skraju lotniska na osi pasa startowego miało nastąpić odczepienie szybowca, który miał sam lądować na przytwierdzonej pod kadłubem płozie. Jednak ta ostatnia faza lotu stwarzała duże prawdopodobieństwo zejścia szybowca z trajektorii lotu, spowodowanej asymetrią wskutek np. postrzelenia celu lub silnego podmuchu wiatru. Z tego powodu szybowiec-cel nie doczekał się realizacji i pozostał jako projekt techniczny.